# 基輔鳥屬
基辅鸟（学名：Kievornis）是一种发现于乌克兰中始新世基辅组(Kiev Formation)的已灭绝鸟类，这种鸟类可能与鹱形目有着亲缘关系，但其准确分类地位仍待进一步研究。